# Leitwerk (Schifffahrt)
Leitwerke für die Schifffahrt werden als Sicherungsmaßnahme an engen Einfahrten oder Durchfahrten im Verlauf eines Schifffahrtswegs angelegt und sollen verhindern, dass Schiffe durch Strömungen seitlich abgetrieben werden. In Form von Leitpfählen, Dalben und längslaufenden Trägern oder schwimmenden Balken geben sie den Schiffen Führung und leiten sie trichterförmig in die Engstelle. Gleichzeitig schützen sie die Bauwerke vor einem Anprall und die Schiffe vor einer Beschädigung. Die Dalben im Vorfeld der Engstelle werden auch zum Anlegen und Warten genutzt, wenn noch keine freie Durchfahrt möglich ist. Gemäß § 43  Bundeswasserstraßengesetz (WaStrG) müssen die Durchfahrten unter Brücken im Zuge öffentlicher Verkehrswege entsprechend geschützt werden.
Die meistens symmetrisch angeordneten Leitwerke finden sich an allen Schleusen, Brücken und bei Fähranlegern. Besonders der Einfahrtsbereich von Schleusen ist gefährdet durch Schiffsstoß und wird teilweise durch spezielle Scheuerleisten geschützt. Besonders finden sich Scheuerleisten und Fender an kleineren Schleusen für Sportboote, die aufgrund ihrer Kunststoffbauweise sehr empfindlich gegenüber Stoßeinwirkungen sind.
Bildergalerie

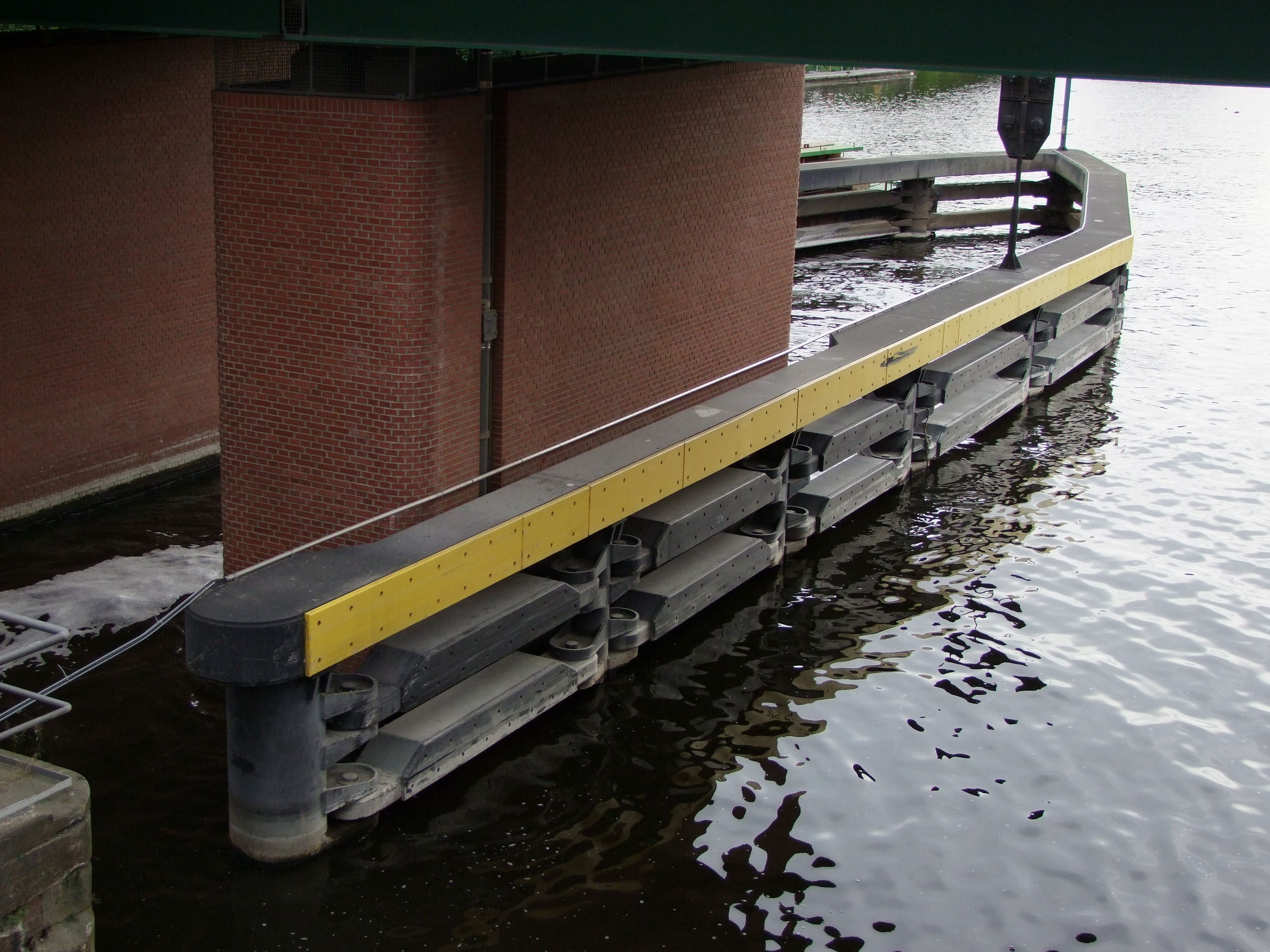
Leitwerk an Schleuseneinfahrt und Brückenpfeiler
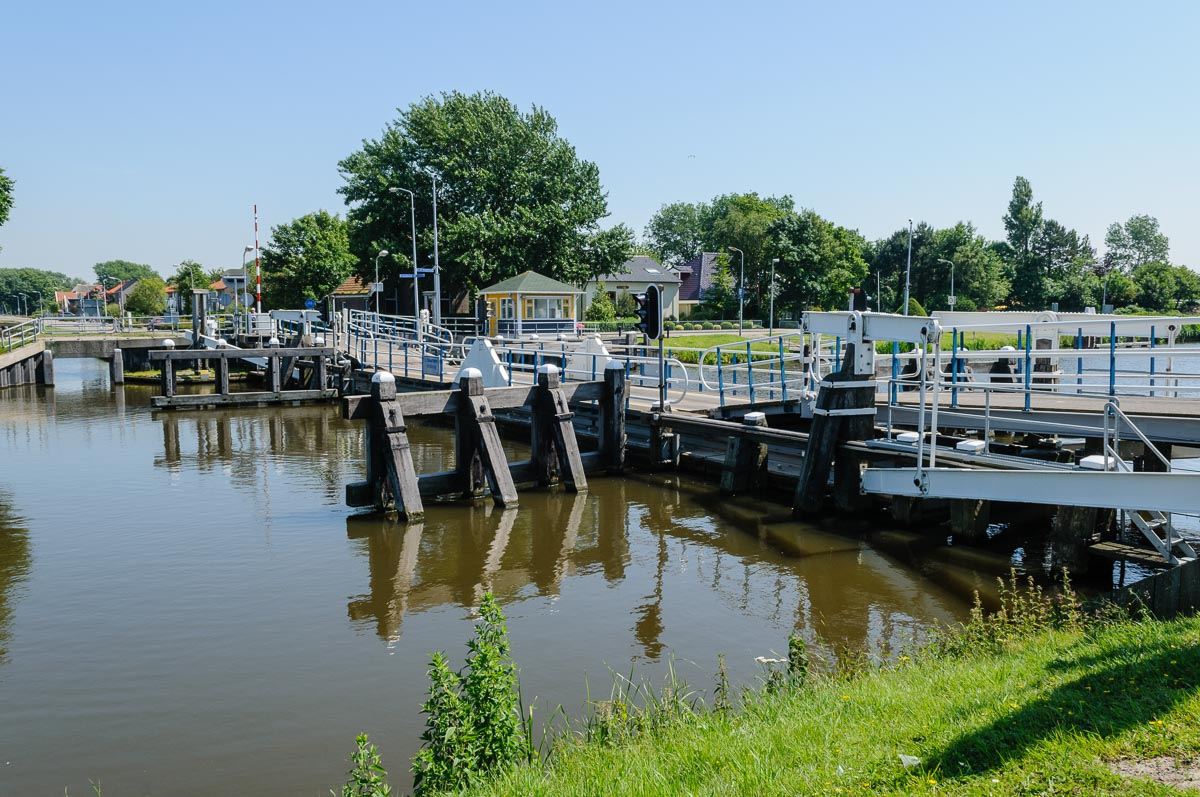
Leitwerk an Schwimmbrücke Nordhollandkanal
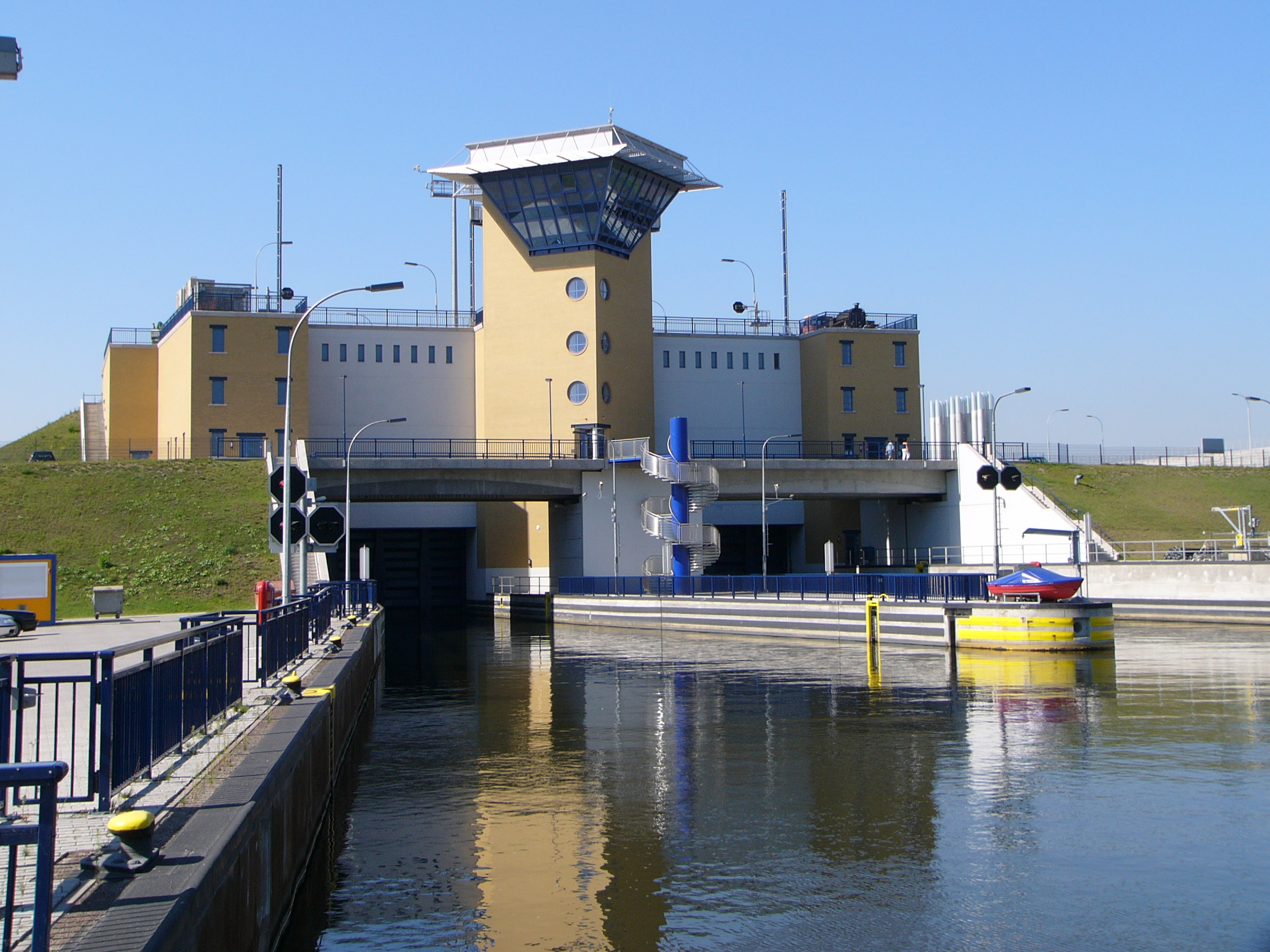
Leitwerk mit Scheuerleisten an Schleuseneinfahrt
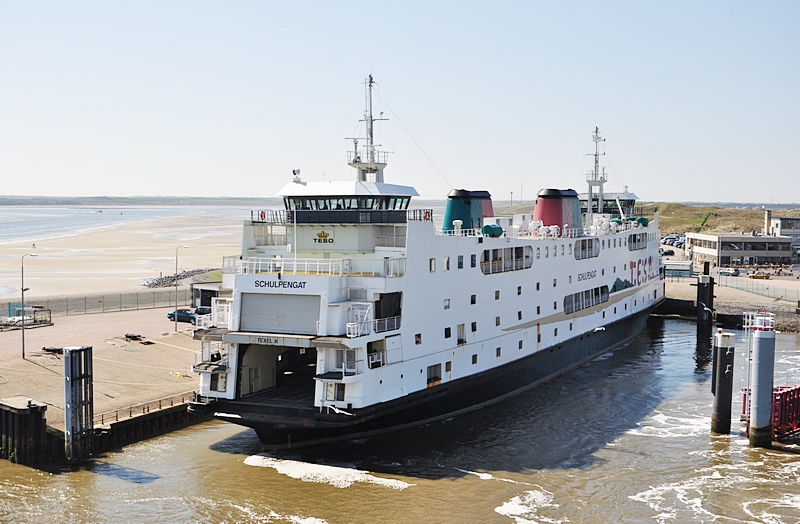
Leitwerkdalben am Fähranleger Texel
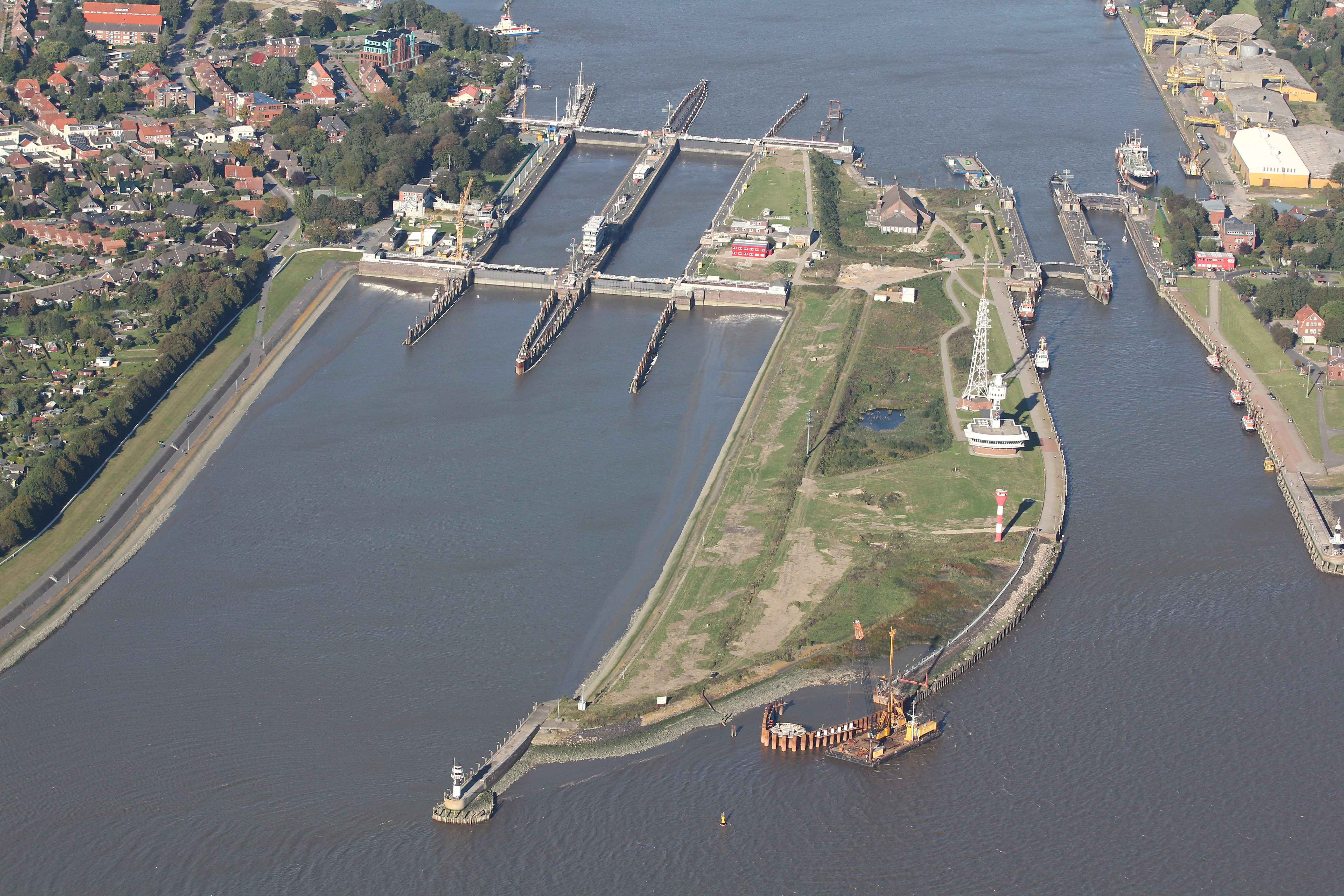
Leitwerke am Nord-Ostsee-Kanal in Brunsbüttel